# Alpenbeobachtungs- und Informationssystem
Das Alpenbeobachtungs- und Informationssystem ABIS (englisch System for the Observation and Information on the Alps SOIA) ist ein wissenschaftliches Netzwerk für die Verbesserung der Kommunikation zu den die Alpen betreffenden wissenschaftlichen Schwerpunktthemen. Das Netzwerk unterstützt die Umsetzung der Ziele der Alpenkonvention und ihrer Protokolle und wird vom Ständigen Sekretariat der Alpenkonvention koordiniert.

## Aufgaben
ABIS setzt sich für die Verbreitung von wissenschaftlichen Erkenntnissen über den Alpenraum ein. Das Netzwerk unterstützt auch die Entwicklung von einschlägigen Maßnahmen und die Umsetzung der Ziele der Alpenkonvention und ihrer Protokolle sowie die Ziele von wissenschaftlichen Arbeiten im Rahmen der Alpenkonvention.
Zu den Aufgaben von ABIS gehören die Dokumentation von Forschungsergebnissen und die Erstellung eines alpenweiten Datenquellenverzeichnisses, die Ausarbeitung von Indikatoren sowie die thematische Arbeit in Sachgebieten wie Verkehr, Wasser, Klima, Naturgefahren usw. Darüber hinaus stellt ABIS vor allem über das gemeinsame Internet-Portal Informationen und Bewertungen zur Verfügung und vermittelt ein umfassendes und einheitliches Bild des Alpenraums. Eine weitere wichtige Tätigkeit von ABIS ist die regelmäßige Erstellung des Alpenzustandsberichtes auf der Grundlage von Indikatoren.

### Alpenzustandsbericht
Der Alpenzustandsbericht informiert periodisch über die ökologische, wirtschaftliche und soziale Entwicklung im Alpenraum. Er bietet Menschen in Politik und Verwaltung, Medien und Wissenschaft eine Informationsbasis über Zustand und Zukunft der Alpenregion. Darüber hinaus liefert er wichtige Anhaltspunkte für die Erarbeitung von geeigneten Strategien.
Für die Ausarbeitung des Berichtes arbeiten neben den Vertretern der Alpenstaaten und dem Ständigen Sekretariat der Alpenkonvention zahlreiche Netzwerke und Institutionen sowie Wissenschaftler und Experten alpenweit zusammen. Sie werten Daten aus, überprüfen und vergleichen die von den Vertragsparteien übermittelten Informationen und analysieren Trends, um zukünftige Herausforderungen frühzeitig zu erkennen.
- Der erste Alpenzustandsbericht befasst sich mit dem Thema Verkehr und Mobilität. Er ist in allen offiziellen Sprachen der Alpenkonvention und auch in Englisch erhältlich.
- Der zweite Alpenzustandsbericht befasst sich mit dem Thema Wasser. Er ist in allen offiziellen Sprachen der Alpenkonvention und auch in Englisch erhältlich.[2]

## Auswahl relevanter Projekte
Das Ständige Sekretariat der Alpenkonvention hat eine Beobachterfunktion bei vielen Projekten, die durch das Alpenraumprogramm der EU kofinanziert werden. Diese Projekte befassen sich mit verschiedenen Themen der nachhaltigen Entwicklung im Alpenraum.

### Abgeschlossene Projekte
Alpcheck
Das Projekt AlpCheck – Alpine Mobility Check begann im Jahre 2006 und endete im Juni 2008. Das Hauptziel des Projektes, die Einhaltung der europäischen Transportprogramme und Richtlinien, besteht darin, ein gemeinsames Informationssystem zu schaffen, um eindeutige Daten zur tatsächlichen Verkehrssituation auf dem Straßennetz des Alpenraums zu liefern, und zu versuchen, die Probleme hinsichtlich der Homogenität und Harmonisierung der Daten zu lösen, die derzeit durch eine Vielzahl von Beteiligten erhoben werden.
ClimChAlp
Ziel des ClimChAlp-Projektes ist es, mit fundierten Informationen zu den Auswirkungen des Klimawandels im Alpenraum das Bewusstsein zu schärfen und den politisch Handelnden und der öffentlichen Verwaltung Empfehlungen anzubieten, wie man mit den zukünftigen Herausforderungen umgehen und dabei für eine nachhaltige Entwicklung in den betroffenen Bereichen sorgen kann. Auf Grundlage der Projektergebnisse entwickelte das internationale ClimChAlp-Konsortium die folgenden Empfehlungen für Akteure aus Politik, Verwaltung und Wirtschaft.
KnowForAlp
Hauptziel von KnowForAlp (Knowledge Network Forestry in the Alpine Space) ist der Aufbau eines transnationalen Netzwerkes zum Wissenstransfer der Waldwirtschaft im Alpenraum. In ihm soll der wechselseitige Transfer von Informationen und Fachwissen zwischen forstlichen Forschungsanstalten und Praxis institutionalisiert werden. Vier KnowForAlp-Partner haben gemeinsam die internetbasierte Informationsplattform waldwissen.net eingerichtet.
Lexalp
Die Zielsetzung von LexALP ist es, die in der Alpenkonvention in den Kernbereichen Raumentwicklung und nachhaltige Entwicklung verwendete deutsche, französische, italienische und slowenische Rechtsterminologie zu harmonisieren. Gleichzeitig soll all jenen, die an einer grenzübergreifenden Kommunikation beteiligt sind, eine größere Bandbreite an online verfügbaren Sprachressourcen geboten werden. So soll die Klarheit und Konsistenz eines viersprachigen Terminologiegebrauchs bei überstaatlichen Alpenbelangen garantiert werden.
MONITRAF
MONITRAF erfasst und untersucht die Auswirkungen des inneralpinen und alpenquerenden Straßenverkehrs längs der vier Transitkorridore Brennerpass, Fréjus, Gotthardpass und Mont-Blanc. Ziel des Projektes ist die Entwicklung gemeinsamer Maßnahmen, um die negativen Auswirkungen des Straßenverkehrs zu vermindern und die Lebensqualität im Alpenraum zu verbessern. Gleichzeitig sollen die erarbeiteten Maßnahmen an einer Verkehrsachse nicht zu einer stärkeren Belastung einer anderen Verkehrsachse führen.
PUSEMOR
Das Projekt PUSEMOR zielt auf die Entwicklung nachhaltiger Strategien und innovativer Lösungsansätze zur Verbesserung der Versorgung mit öffentlichen Dienstleistungen in dünn besiedelten Bergregionen ab. Damit ist auch das Bestreben verknüpft, diese Regionen sowohl als Wirtschaftsraum als auch als Lebensraum aufzuwerten.

### Laufende Projekte
ACCESS
ACCESS ist ein Projekt mit dem Ziel, die Erreichbarkeit und die Erschließung zu verbessern, die wesentlich für das Funktionieren entlegener alpiner Siedlungen sind. Es regt organisatorische Innovationen in schwach besiedelten ländlichen Regionen an und betont die Wichtigkeit der Zugänglichkeit von Diensten allgemeinen Interesses. Außerdem fördert es neue Formen der Organisation allgemeiner Dienste, die Nutzung von IKT (Informations- und Kommunikationstechnologien (inklusive Internet)) sowie nachfrageorientierte Mobilitätssysteme.
AlpCheck2
Das Projekt AlpCheck2 (Informationssystem über die Mobilität in den Alpen) strebt die Schaffung eines Transportstreckenmodells an, das den gesamten Alpenraum umfasst und das die öffentlichen Entscheidungsträger unterstützt, indem es ihnen online freien Zugriff auf unterschiedliche Datenarten im Verkehrsbereich bietet: aktuelle Verkehrsdaten, Simulationen von Zukunftsszenarien, Umweltdaten unterschiedlicher Emissionen, vorgeschlagene Lösungen und die Einführung innovativer Technologien. Das Ziel ist, die Lebensqualität zu heben und die Wettbewerbsfähigkeit innerhalb der Alpenregionen unter der Verwendung innovativer Instrumente für Transportmanagement und Planung zu fördern.
Alp Water Scarce
Alp-Water-Scarce ist ein Projekt zur Entwicklung von Strategien der Wasserwirtschaft sowie zur Entwicklung eines Frühwarnsystems, um Wasserknappheit in den Alpen zu verhindern.
CLISP
CLISP setzt den Fokus auf das Problem der Raumplanung im Zusammenhang mit dem Klimawandel. Das Ziel ist es, Anpassungen an veränderte Klimabedingungen zu ermöglichen, indem klimasichere Lösungen zur Raumplanung bereitgestellt werden. „CLISP“ ist davon überzeugt, dass die Raumplanung gerade in Zeiten des Klimawandels eine Schlüsselrolle für zukünftige nachhaltige Entwicklungen einnimmt.
CO2 NeuTrAlp
Das Projekt CO2 NeuTrAlp soll aufzeigen, dass in der heutigen Zeit eine umweltfreundliche Mobilität dank erneuerbaren Energien durchführbar ist. 15 Partner aus fünf Alpenstaaten werden diese Hypothese testen und das Problem, „wie die Mobilität in das Solarzeitalter eintreten könnte“, untersuchen.
Econnect
Das Projekt „ECONNECT“ bezweckt die Stärkung ökologischer Verbundenheit im alpinen Raum. Die Alpenkonvention ist zusammen mit wissenschaftlichen Institutionen und lokalen Umsetzungspartnern direkt in dieses Projekt involviert. Alle Projektpartner arbeiten gemeinsam daran, die Bedeutung ökologischer Verbindungen in den Alpen aufzuzeigen und innovative Instrumente zur harmonisierten Umsetzung eines ökologischen Verbunds zu entwickeln.
iMonitraf!
iMONITRAF! (Monitoring of road traffic related effects in the Alpine Space and common measures) Ziel dieses Projekts ist die Entwicklung eines breiten politischen Netzwerks von Alpenregionen sowie gemeinsamer Strategien für den alpenquerenden Verkehr. Das Projekt läuft seit Oktober 2009 und strebt innovative Maßnahmen für eine nachhaltigere Regionalentwicklung durch die Reduktion von negativen Effekten des alpenquerenden Straßenverkehrs an.
MANFRED
Die ökologischen Bedingungen für die alpinen Wälder verändern sich unter dem Einfluss des Klimawandels. Das kann unbekannte Auswirkungen auf die Schutzfunktion der Wälder, aber auch auf ihre ökologischen, wirtschaftlichen oder sozialen Funktionen nach sich ziehen. „MANFRED“ ist ein Projekt, das versucht, eine Brücke zwischen Forschung und praktischer Waldbewirtschaftung zu schlagen, um eine anpassungsfähigere Bewirtschaftung des Naturerbes Wald zu ermöglichen.
SHARE
Dieses Projekt unterstützt die Entwicklung einer nachhaltigen Wasserkraftproduktion in Ökosystemen alpiner Fließgewässer. Als wichtigste erneuerbare Ressource für die Gewinnung elektrischer Energie im Alpenraum hat die Wasserkraft für die gesamte CO2-Bilanz zwar gewisse Vorteile, zugleich aber auch gravierende Auswirkungen auf die Umwelt. In länderübergreifender Partnerschaft wird beabsichtigt, ein Entscheidungsfindungssystem zu entwickeln, zu testen und zu fördern, um auf unparteiischer Basis die Bedürfnisse von Fließgewässer-Ökosystemen und Wasserkraft zusammenzuführen. Dies ist eine große Herausforderung für Berggebiete mit dem Ziel, eine Ausgewogenheit zwischen den Bedürfnissen der Endverbraucher und dem Umweltschutz zu erreichen.
SILMAS
SILMAS ist ein Programm, mit dessen Hilfe nachhaltige Instrumente zur Bewirtschaftung von Seen im alpinen Raum unterstützt werden. Es werden folgende Themenbereiche behandelt: Wassermanagement, Governance, Klimawandel und Bildung/institutionelles Lernen. Natürliche und künstliche Seen gehören zu den wichtigsten Charakteristika des alpinen Raumes und sind Teil des europäischen Erbes, welches erhalten und geschützt werden muss. Im Rahmen dieses Programms werden „good practice“- Beispiele ausgetauscht, Erfahrungen geteilt und neue Methoden erprobt, sodass den 15 Partnern aus 5 Ländern (Slowenien, Italien, Österreich, Deutschland und Frankreich) effiziente Werkzeuge zur Verfügung gestellt werden.

## Forschungsnetzwerke
Da die Alpenkonvention kein Forschungszentrum ist, sondern die Alpenforschung lediglich unterstützt und fördert, muss der Bereich Alpenforschung inhaltlich durch Forschungsinstitute und Forschungsprojekte aus den verschiedenen Ländern und auf internationaler Ebene gefüllt werden. ABIS kann die Vernetzung solcher Institute und Projekte unterstützen, um die Diskussion und die interdisziplinäre Arbeit zu alpenbezogenen Forschungsthemen anzuregen. Das Internationale Wissenschaftliche Komitee für Alpenforschung (ISCAR), das zugelassener Beobachter der Alpenkonvention ist, hat eine Forschungsagenda zu den einschlägigen Themen und Zielen der Alpenkonvention erstellt. Partnergesellschaften von ISCAR sind:
- Akademien der Wissenschaften Schweiz[22]
- Österreichische Akademie der Wissenschaften[23]
- Bayerische Akademie der Wissenschaften[24]
- Slowenische Akademie der Wissenschaften und Künste[25]
- Ente Italiano della Montagna[26]
- University and Research Pole Grenoble[27]

## Indikatoren
Die Arbeitsgruppe "Umweltziele und Indikatoren" der Alpenkonvention hat ein gemeinsames alpenweites Indikatorensystem als Grundlage für die langfristige Beobachtung und die nachhaltige Entwicklung in den Alpen, für die Überprüfung der erfolgreichen Umsetzung und die Feststellung möglicher Lücken sowie für die Ermittlung von Risiken und Tendenzen im Alpenraum entwickelt. Die Indikatoren sind an die Ziele der Alpenkonvention und ihrer Protokolle geknüpft. Die Arbeitsgruppe "Umweltziele und Indikatoren" soll die Veränderung des Lebensraumes Alpen dokumentieren.

## Datenbanken
Die Datenbank der Alpenkonvention enthält Informationen zu Indikatoren, Karten, gute Beispiele von Umsetzung, Daten und Metadaten. Darüber hinaus steht die Datenbank des Projektes DIAMONT zur Verfügung. Die Datenbank des Projektes LexALP ist eine terminologische Datenbank in den vier Sprachen der Alpenkonvention mit Definitionen und Kontexten, die den Bezug zu nationalen, europäischen und internationalen Rechtsquellen herstellen soll.